# 로리 싱어
로리 싱어(Lori Singer, 1957년 11월 6일 ~ )는 미국의 배우, 음악가, 전 모델이다.

## 출연 작품

### 영화
- 자유의 댄스 (1984)
- 사랑의 스파이 (1985)
- 위험한 장난 (1985)
- 워락 (1989)
- 숏 컷 (1993)

### 텔레비전
- 내일은 스타 (1982-83)